# Xalets - Humbert Torres
Xalets - Humbert Torres és un barri de Lleida, ubicat al nord del nucli urbà.
L'any 2008 tenia 4.430 habitants.